# Kostel svatého Petra a Pavla (Řevničov)
Kostel svatých Petra a Pavla v Řevničově je pozdně barokní římskokatolický kostel stojící v dolní části návsi v obci Řevničov. Od roku 1965 je chráněn jako kulturní památka.

## Historie

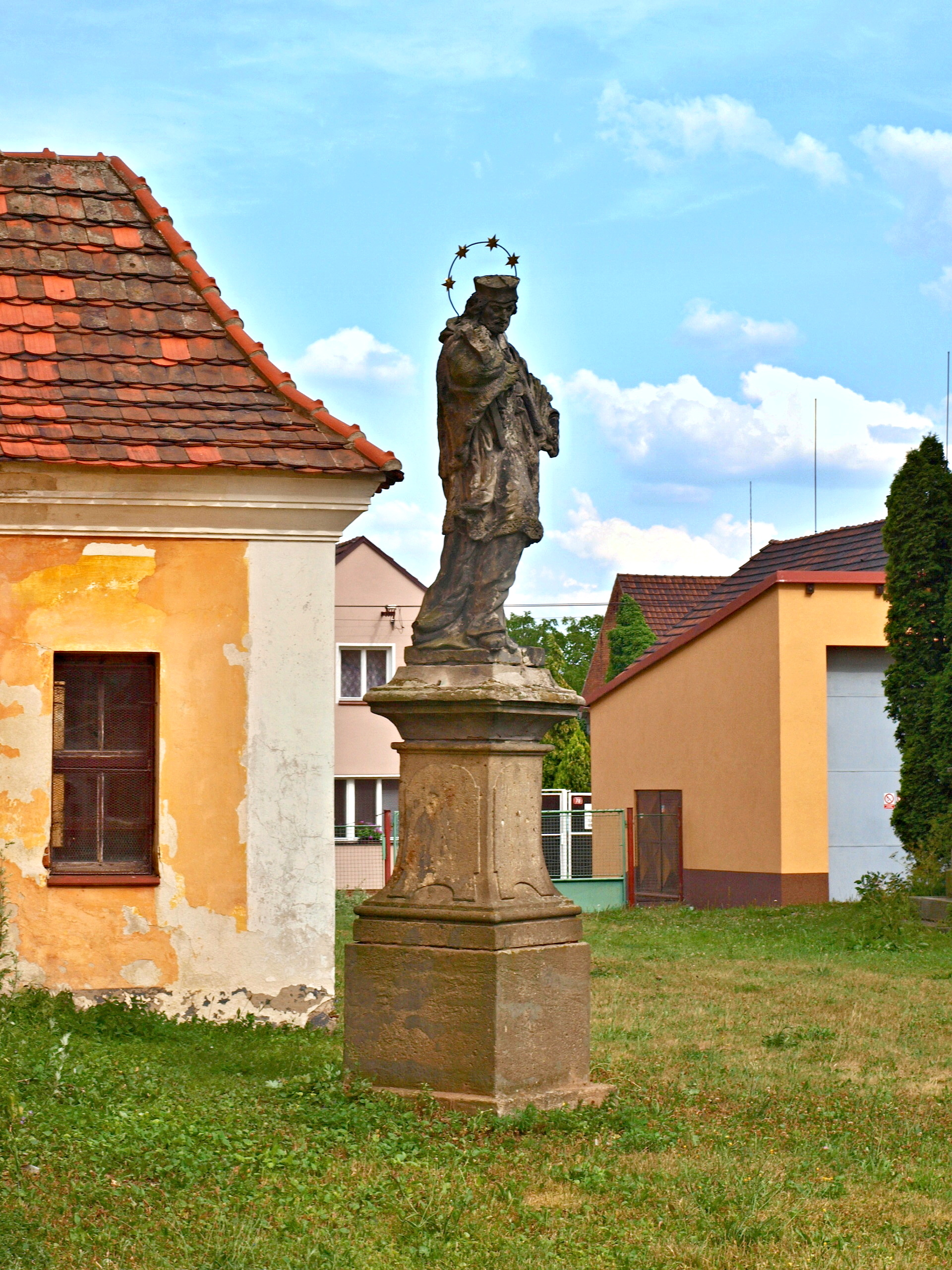
Socha svatého Jana Nepomuckého na prostranství před kostelem

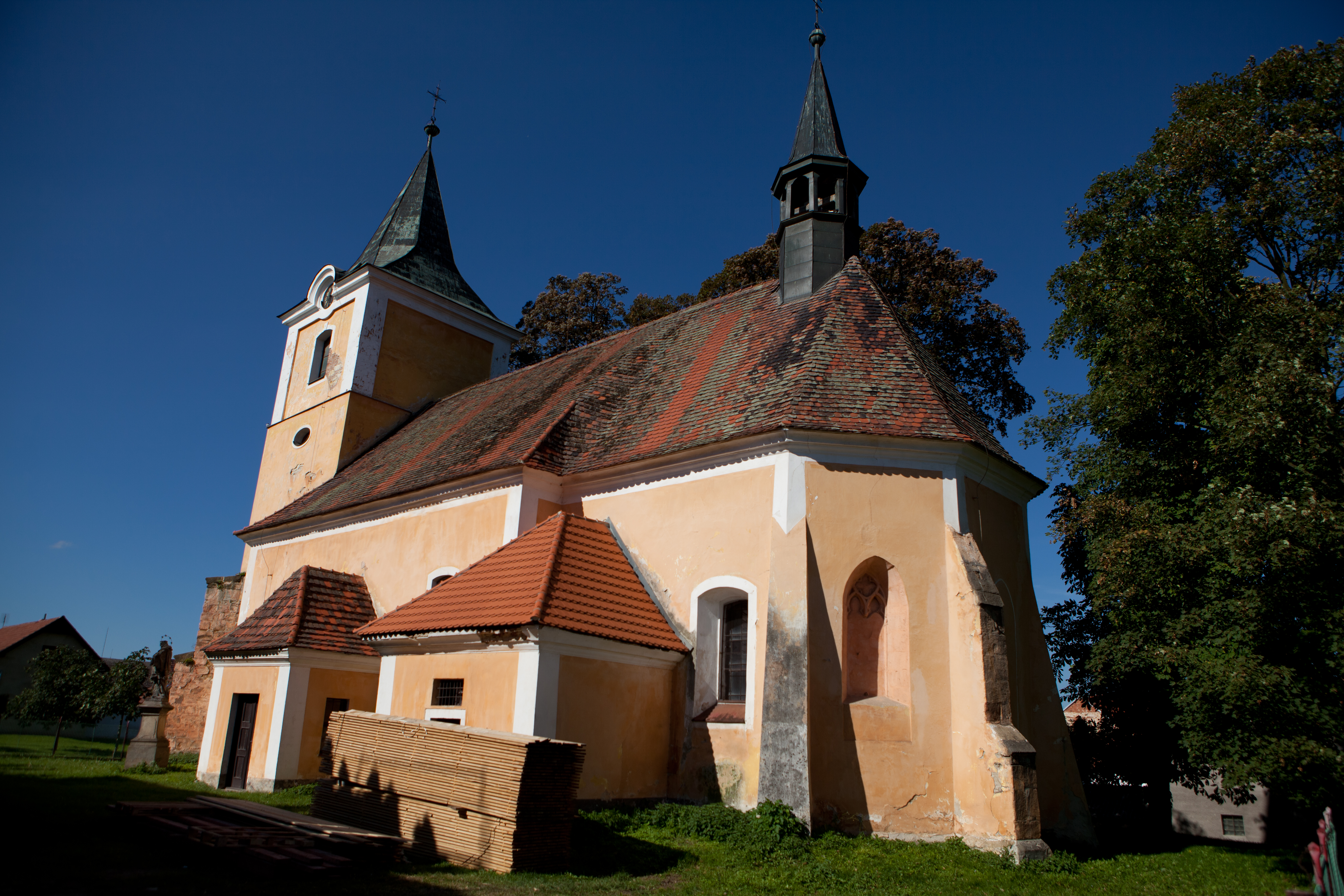
Kostel sv. Petra a Pavla v Řevničově

Kostel je poprvé písemně zmíněn roku 1352, jeho doba vzniku se však odhaduje již na počátek 14. století.

## Stavební podoba
Kostel vznikl v gotickém slohu, o čemž dodnes svědčí některé prvky, jakož i celkový poměrně strohý dojem stavby. Později byl kostel barokně přestavěn. Kostel je jednolodní stavba s polygonálním presbytářem a mohutnou hranolovou věží v západním průčelí. Věž má tři patra, z nichž nejvyšší je z doby barokní. Spodní patro má štěrbinovité okénko, střední patro má střílnu klíčového tvaru a po jednom oválném okénku na každé straně. Ta jsou patrně také barokního původu.

## Vybavení
Vnitřní zařízení kostela (hlavní oltář s obrazem svatých Petra a Pavla, stejně jako boční oltáře zasvěcené Panně Marii a svatému Václavovi) je vesměs barokní. Dochovala se také kazatelna a kamenná křtitelnice a na kůru jsou zachované varhany, jejichž původ ani doba vzniku však nejsou zcela jasné.